# Cartea de la San Michele (film)
Cartea de la San Michele (titlul original: în germană Axel Munthe – Der Arzt von San Michele) este un film dramatic–biografic, coproducție vest germano-italo-franceză, realizat în 1962 de regizorii Rudolf Jugert, Giorgio Capitani și Georg Marischka după romanul omonim al scriitorului Axel Munthe, protagonist fiind actorul O. W. Fischer.

## Rezumat
Tânărul doctor suedez, Axel Munthe, refuză să preia un cabinet care i s-a promis lui în orașul natal și nu se mai căsătorește, așa cum era planificat, cu iubita lui din adolescență, Ebba. Pleacă la Paris, unde se alătură celebrului cercetător Louis Pasteur. Munthe este introdus în societatea pariziană de o contesă, unde devine repede favoritul înaltei societăți și un doctor la modă al elitei bine situate și al nobilimii.
Într-o zi, când aude că la Napoli a izbucnit o epidemie de holeră, renunță la tot și călătorește în sudul Italiei pentru a ajuta oriunde poate. Apoi Munthe merge la Roma, unde câștigă faimă și avere. În cele din urmă, devine chiar medicul personal al regelui Suediei. În culmea faimei și recunoașterii, Axel Munthe decide să se retragă din viața publică și se stabilește pe insula Capri. Acolo scrie, în timp ce este afectat de orbire progresivă, memoriile sale.

## Distribuție
- O. W. Fischer – Axel Munthe
- Rosanna Schiaffino– Antonia
- Sonja Ziemann – prințesa Clementine
- Valentina Cortese – Eleonora Duse
- Heinz Erhardt – Brunoni
- Ingeborg Schöner – Natașa
- María Mahor – Ebba
- Christiane Maybach – Paulette
- Renate Ewert – pacienta
- Jürgen von Alten – Dr. Lindt
- Antoine Balpêtré – Leblanc
- Fernand Sardou – Petit-Pierre
- Max Wittmann – Louis Pasteur
- Dolores Palumbo – Giovannina
- Franziska Liebing – Philomène
- Willy Krüger – părintele Munthe
- Hendrik Sick – Pierre
- Thea Thiele – mama lui Pierre
- Anneliese Würtz – sora
- Lou Seitz – sora mai mare
- Ellen Heller – menajera lui Duse